# Lal Gopalganj Nindaura
Lal Gopalganj Nindaura là một thị xã và là một nagar panchayat của quận Allahabad thuộc bang Uttar Pradesh, Ấn Độ.

## Nhân khẩu
Theo điều tra dân số năm 2001 của Ấn Độ, Lal Gopalganj Nindaura có dân số 22.739 người. Phái nam chiếm 53% tổng số dân và phái nữ chiếm 47%. Lal Gopalganj Nindaura có tỷ lệ 50% biết đọc biết viết, thấp hơn tỷ lệ trung bình toàn quốc là 59,5%: tỷ lệ cho phái nam là 59%, và tỷ lệ cho phái nữ là 41%. Tại Lal Gopalganj Nindaura, 18% dân số nhỏ hơn 6 tuổi.